# Görbersdorf (Oederan)
Görbersdorf ist ein Gemeindeteil der sächsischen Stadt Oederan im Landkreis Mittelsachsen.

## Geografie
Görbersdorf liegt etwa 18,5 Kilometer östlich der sächsischen Großstadt Chemnitz. Im Ort entspringt der Hetzbach, ein Zufluss der Flöha.
Nachbarorte von Görbersdorf sind Memmendorf im Norden, Kirchbach im Nordosten, Oberreichenbach im Osten, Gahlenz im Südosten, Hammerleubsdorf im Süden, Lößnitztal und Metzdorf im Südwesten, Breitenau im Westen sowie Oederan im Nordwesten.

## Geschichte
Die erste belegte Ortsnamenform datiert von 1366 als Gerwirsdorph pro Oderen. Ende 1366 erlaubte Markgraf Friedrich den Brüdern Iwannum und Johannum Ywen das Dorf zu kaufen, welches sie wahrscheinlich schon vorher besessen hatten.
Der Dreißigjährige Krieg brachte u. a. den Bergbau im „Ranisstollen“ zum Erliegen und dezimierte die Zahl der besitzenden Bauern in Görbersdorf auf Drei. Während der Befreiungskriege gegen Napoleon fanden auf Görbersdorfer Flur Kampfhandlungen zwischen österreichischen und französischen Truppen statt.
August Schumann nennt 1816 im Staats-, Post- und Zeitungslexikon von Sachsen Görbersdorf betreffend u. a.:
„Es hat 23 Häuser und 240 Einwohner, unter denen 15 Bauern, 1 Halbhüfner, und 7 Häusler sind; einige andere Gebäude gehören unter das Bergamt Freiberg. Nicht weit vom Dorfe befindet sich eine Mühle und ein Pochwerk.“
Während des Zweiten Weltkrieges wurde 1942 im örtlichen Gasthof ein Kriegsgefangenenlager eingerichtet, das nach Kriegsende auch von der sowjetischen Besatzungsmacht genutzt wurde.
Am 1. Januar 1974 wurde Görbersdorf nach Oederan eingemeindet.

## Entwicklung der Einwohnerzahl
| Jahr | Einwohnerzahl                                       |
| ---- | --------------------------------------------------- |
| 1551 | 15 besessene Mann, 2 Gärtner, 10 Inwohner, 22 Hufen |
| 1764 | 16 besessene Mann, 11 Häusler, 20 ¼ Hufen           |
| 1834 | 318                                                 |
| 1871 | 441                                                 |

| Jahr | Einwohnerzahl |
| ---- | ------------- |
| 1890 | 380           |
| 1910 | 427           |
| 1925 | 402           |
| 1939 | 346           |

| Jahr | Einwohnerzahl |
| ---- | ------------- |
| 1946 | 517           |
| 1950 | 554           |
| 1964 | 460           |

## Persönlichkeiten
- Carl Gerstenberger (1825–1912), Lehrer und Botaniker